# Rachel Crotto
Rachel Crotto (* 25. Dezember 1958 in New York City; † 4. Juni 2025) war eine US-amerikanische Schachspielerin und erhielt 1978 von der FIDE den Titel Internationaler Meister der Frauen.

## Leben
Sie war bereits als Mädchen eine sehr starke Schachspielerin. Im September 1973 spielte sie auf einer Ausstellung gegen zehn Gegner simultan. Auf der Schacholympiade in Haifa 1976 kämpfte sie für die USA am zweiten Brett im Finale A. 1978 gewann sie die Damenmeisterschaft der Vereinigten Staaten von Amerika, nachdem sie in den beiden Jahren davor jeweils Zweite wurde. Sie besiegte 1980 (Olympiade auf Malta) Nona Gaprindaschwili.
Nach 1986 trat sie nicht mehr bei internationalen Turnieren an. 

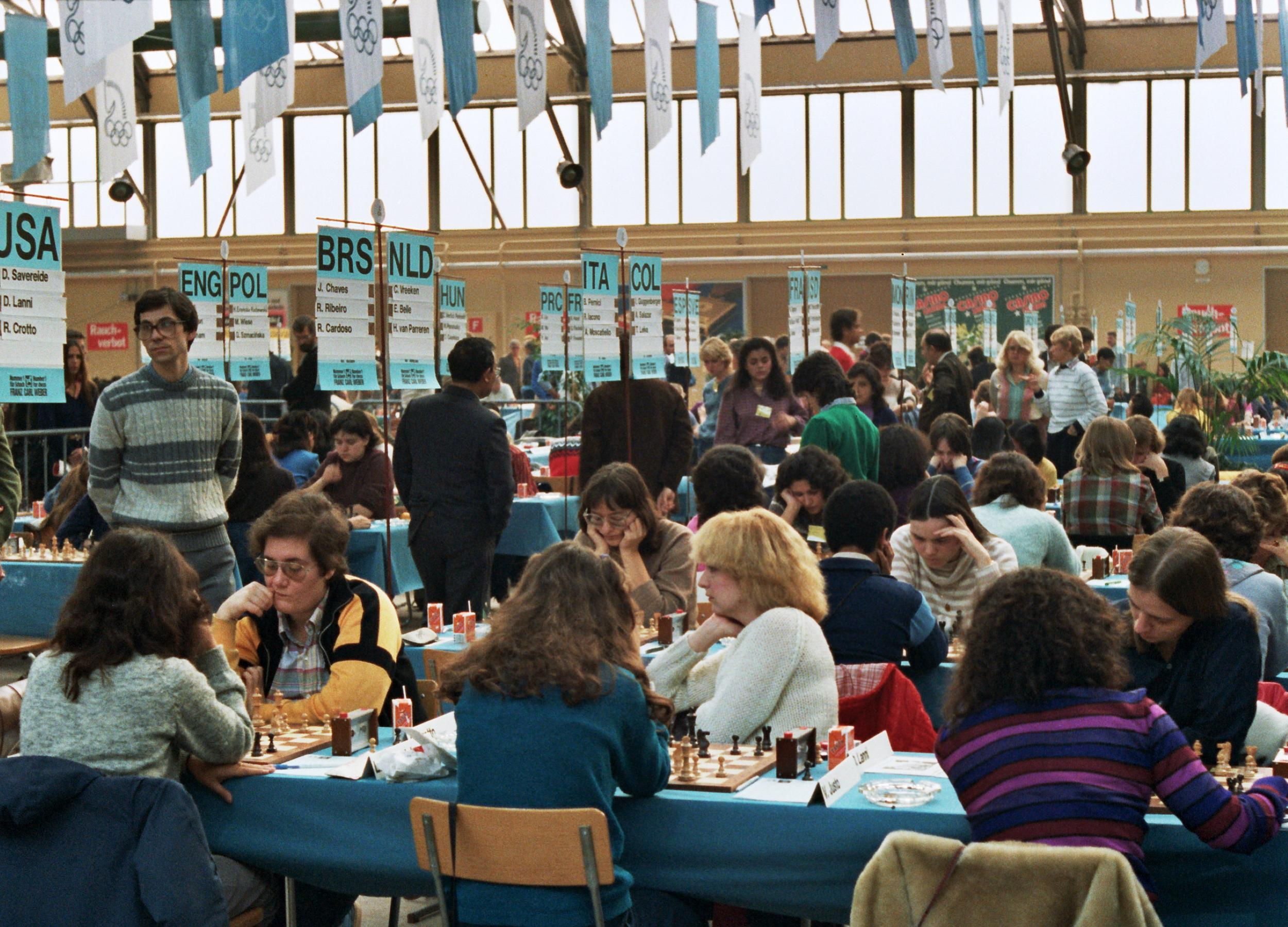
Schacholympiade 1982 in Luzern. Gespielt wurde in einer Sporthalle, wo vorn das Team der USA zu sehen ist: Rachel Crotto, Diana Lanni und Diane Savereide.

## Interzonenturniere der Frauen
Crotto nahm an dem Interzonenturnier der Frauen 1979 in Rio de Janeiro teil, das Nana Iosseliani gewann. Außerdem spielte sie bei dem Interzonenturnier Bad Kissingen 1982, wo Nona Gaprindaschwili gewann und sie mit dem letzten Platz vorliebnehmen musste.

## Nationalmannschaft

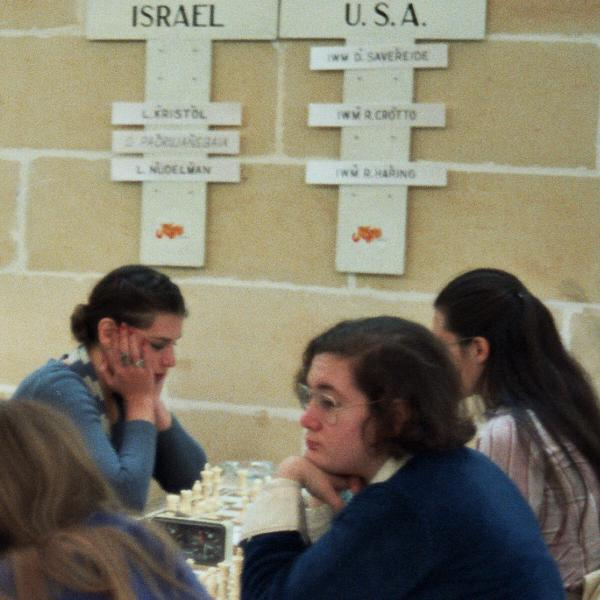
Rachel Crotto (in der Mitte), Schacholympiade 1980 auf Malta

Von 1976 in Haifa bis 1986 in Dubai vertrat sie fünfmal die Frauenauswahl der Vereinigten Staaten auf Schacholympiaden.
Sie spielte 1976 in Haifa, die Schacholympiade 1980 in Valletta auf Malta, die Schacholympiade 1982 in Luzern, die Schacholympiade 1984 in Thessaloniki und die Schacholympiade 1986 in Dubai. In Thessaloniki errang sie 1984 eine Silbermedaille in der Einzelwertung der Reservespielerin.